# 23rd Street (linea IRT Lexington Avenue)
23rd Street (IPA: [ˈtwɛnti-θɜrd strit]) è una fermata della metropolitana di New York situata sulla linea IRT Lexington Avenue. Nel 2015 è stata utilizzata da un totale di 8 627 481 passeggeri.

## Storia
La stazione, i cui lavori di costruzione ebbero inizio nel 1900, venne aperta il 27 ottobre 1904, come parte della prima linea metropolitana sotterranea di New York, gestita all'epoca dall'Interborough Rapid Transit Company. Nel 1948 le banchine della stazione furono allungate per accomodare i nuovi treni composti da dieci carrozze.
Tra la fine del 2014 e agosto 2016 la stazione fu sottoposta ai lavori necessari per l'installazione di due ascensori, in maniera tale da rendere la stazione accessibile ai portatori di disabilità.

## Strutture e impianti
23rd Street è una fermata sotterranea con due banchine laterali e quattro binari, i due esterni per i treni locali e i due interni per quelli espressi. La stazione non ha un mezzanino e i tornelli si trovano al livello delle banchine.
La stazione è posizionata sotto Park Avenue South e possiede un totale di otto ingressi: cinque sono posti all'incrocio tra Park Avenue South e 23rd Street e tre presso l'incrocio tra Park Avenue South e 22nd Street.

## Movimento
La stazione è servita dai treni di tre linee della metropolitana di New York:
- Linea 4 Lexington Avenue Express, attiva solo di notte;[9]
- Linea 6 Lexington Avenue/Pelham Local, sempre attiva;[10]
- Linea 6 Lexington Avenue Local/Pelham Express, attiva solo nelle ore di punta.[10]

## Interscambi
La stazione è servita da diverse autolinee gestite da MTA Bus e NYCT Bus.
- Fermata autobus